# Mali Wu
Malí Wu, en chino: 吳瑪悧 (Taipéi, 1957), es una artista taiwanesa, especializada en arte conceptual y socialmente comprometida. Ha sido descrita como la "'madrina' de Taiwán por su arte comprometido socialmente por el escritor y crítico de arte Bo Zheng.

## Trayectoria
Wu completó su grado universitario en Cultura y Lengua alemanas en la Universidad de Tamkang en 1979. Se trasladó a Viena a principios de los años 1980s y después  a Alemania para estudiar escultura en la Academia de Artes de la Ciudad de Düsseldorf con Günther Uecker. Después de graduarse en 1985, regresó a Taiwán, donde la ley marcial provocó significativos cambios sociopolíticos y económicos. Cuando la sociedad afrontó cambios, rápidamente, Wu tomó un interés fuerte en la emergencia social, las jerarquías políticas e históricas.
En 1995 realizó una exposición de grupo, Balanceakte en  Ifa-Galerie del Instituts für Auslandsbeziehungen de Bonn. En el mismo año presentó su obra en la 46.º Bienal de Venecia (Palazzo delle Prigioni) con la instalación Biblioteca. En 1997 presentó la Multiplicación de Segmentación en la exposición colectiva Tres Artistas taiwaneses, con Marvin Minto Fang (范姜明道), Tsong Pu (莊普). En 1998 presentó en el museo de las mujeres de Bonn en la exposición "A medias el cielo" con la Historia de trabajo del vídeo Una historia de Mujer por Hsing-Chang.  
Desde los años 1990s ha producido una serie de proyectos, y criticó el estado de asuntos sociales y políticos desde una perspectiva feminista en sus trabajos. Paralelo a su obra,  dirigió la traducción de dos textos importantes, de Suzanne Lacy  Mapeando el Terreno: Nuevo Género y Arte Públicos, de Grant Kester, Temas de conversación: Comunidad y Comunicación en Arte Moderno, a chino. En 2007, organizó una conferencia de Esfera y Arte Públicos: trabajando en comunidad y más tarde editó un volumen del mismo título, para unir prácticas locales, teóricas y oficiales. Es también profesora de arte, y encabeza el Instituto de Arte Interdisciplinario en la Universidad Normal Nacional Kaohsiung en Kaohsiung. En 2014 coordinó una exposición de Arte titulada Interacción Social, exhibiendo proyectos de 30 artistas y grupos de Taiwán y Hong Kong. Es también activa en construir redes regionales.
También impulsó una serie de proyectos comunitarios de arte público, incluyendo un taller de arte participativo, Juega con la ropa, organizado por la Fundación Despertar como parte de Despierto en Vuestra Piel (2000-2004), que cuestionó la tradición de mujeres y las vidas de las mujeres a través de ropa. Arte cuando Entorno: Una Acción Cultural en el Trópico de Cáncer (2005-2007) en Chiayi que promovió la igualdad de derechos de participación cultural en áreas rurales. Por el Río, en el Río, del Río, una comunidad basada en eco proyecto de Arte (2006). Restaurar nuestros ríos y montañas a lo largo del río Keelung, una colaboración con una comunidad universitaria para estimular discusión sobre ríos y asuntos medioambientales actuales. Wu ha tratado asuntos ecológicos con el arte como un puente hacia la naturaleza, demostrando el potencial del arte contemporáneo y el poder vital de la artista.
En 2018 fue una artista residente en NTU, el Centro de Arte Contemporáneo de Singapur y co-curadora de la 11º Bienal de Taipéi con Francesco Manacorda.

## Reconocimientos
- 2013 Premio Taishin de Artes (el premio de arte más prestigioso en Taiwán) por su obra Arte y Entorno, una acción cultural en el riachuelo del ciruelo (conjuntamente producido con Estudio Cortina del Bambú).
- 2016 Premio Nacional de Arte. Taiwán